# By2
By2(バイトゥー)とは台湾で活動する双子の姉妹デュエット歌手。シンガポール出身。メンバーは姉のmiko（ミコ）と妹のYumi（ユミ）。
2008年7月に『16未成年』でデビューした。
日本風の名前を名乗っているのは、台湾などアジアでは日本の名前をペンネームや芸名に使うのが流行っていたためである。

## メンバー
双子のため二人ともそっくりだが、Yumiのみが髪を結んでいることで区別できる。
miko(1992年3月23日-)
- 本名:白緯芬
- 身長:162cm
- 体重:43.5kg
- 得意なこと:歌、ダンス、体操、バイオリン
- 好きなこと:街をブラつくこと、人に歌を歌う

Yumi(1992年3月23日-)
- 本名:白緯玲
- 身長:162cm
- 体重:43.5kg
- 得意なこと:歌、ダンス、体操、バイオリン
- 好きなこと:街をブラつくこと、ダンスレッスン、世界を飛び回ること、賑やかなところ

## アルバム
- 16未成年 （NC 16）（2008年7月25日）
- Twins（2009年4月10日）
- 成人礼 （Grown Up）（2010年4月9日）
- 90'鬧Now （90' Now）（2011年10月12日）
- MY遊樂園 （Paradise）（2013年9月18日）
- Cat and Mouse （2015年7月27日）
- 愛又愛（Love and Love）（2017年3月3日）

## ミニアルバム
- 2020愛你愛妳 （2020 Love You Love You）（2012年8月3日）